# Mount Prince
Mount Prince ist ein 640 m hoher und markanter Zeugenberg an der Hobbs-Küste des westantarktischen Marie-Byrd-Lands. Er markiert das nördliche Ende der Perry Range.
Teilnehmer der United States Antarctic Service Expedition (1939–1941) entdeckten und fotografierten ihn aus der Luft. Der United States Geological Survey kartierte ihn anhand eigener Vermessungen und Luftaufnahmen der United States Navy zwischen 1959 und 1965. Das Advisory Committee on Antarctic Names benannte den Berg 1966 nach Joseph F. Prince, Flugzeugmaschinist der Navy-Flugstaffel VXE-6, der an einigen Kampagnen der Operation Deep Freeze teilgenommen und auf der Station Little America V (1956) sowie auf der McMurdo-Station (1966) überwintert hatte.